# Essener Turnerbund Schwarz-Weiß
L'Essener Turnerbund Schwarz-Weiß è una società polisportiva con sede ad Essen. È nata nal 1881 e conta 1 700 soci.

## Storia
L'Essener Turnerbund Schwarz-Weiß nasce come società di ginnastica nel 1881. Nel 1885 partecipa per la prima volta alla 6ª Festa ginnica (Deutsches Turnfest) di Dresda. Nel 1890 l'ETB conta già 311 soci. Nel 1898 alla 9ª Festa ginnica di Amburgo con 31 atleti. Nel 1900 nascono le sezioni tennis e calcio, che verrà scorporata nel 1974. Nel 1908 l'ETB conta 802 soci e partecipa alla Festa ginnica di Francoforte sul Meno. Nel 1920 viene fondata la sezione di hockey, nel 1921 la sezione di pallamano e nel 1922 la sezione di nuoto. Nel 1923 l'ETB conta 3 500 soci. Le cinque sezioni vengono scorporate e saranno riassunte nel 1937. Nel 1930 la pluricampionessa tedesca di lancio del giavellotto Liesel Schumann stabilisce il record mondiale ai giochi mondiali femminili di Praga. Nel 1950 la staffetta 4×100 metri femminile vince il Campionato giovanile tedesco. Nel 1960 nasce la sezione pallacanestro. Nel 1964 la staffetta 4×400 metri maschile vince il Campionato giovanile tedesco. Nel 1974 viene scorporata la sezione calcistica. Nel 2001 l'ETB conta più di 2 400 soci.

## Calcio
Nel 1900 nasce la sezione calcio che verrà scorporata nel 1974. Nel 1959 l'ETB vince la Coppa di Germania. Conta oltre 700 soci.

## Statistiche e record
| Livello | Categoria                                                                | Partecipazioni | Debutto   | Ultima stagione | Totale |
| ------- | ------------------------------------------------------------------------ | -------------- | --------- | --------------- | ------ |
| 1º      | 1. Klasse / Verbandsliga / Ruhrkreisliga / Ruhrgauliga / Ruhrbezirksliga | 30             | 1902-1903 | 1932-1933       | 49     |
| 1º      | Gauliga                                                                  | 10             | 1933-1934 | 1942-1943       | 49     |
| 1º      | Oberliga                                                                 | 9              | 1951-1952 | 1962-1963       | 49     |
| 2º      | Bezirksklasse / Ruhrbezirksliga / 2. Liga West                           | 7              | 1945-1946 | 1960-1961       | 22     |
| 2º      | Regionalliga                                                             | 11             | 1963-1964 | 1973-1974       | 22     |
| 2º      | 2. Bundesliga                                                            | 4              | 1974-1975 | 1977-1978       | 22     |
| 3º      | Bezirksklasse / Landesliga                                               | 2              | 1947-1948 | 1948-1948       | 18     |
| 3º      | Oberliga                                                                 | 16             | 1978-1979 | 1993-1994       | 18     |
| 4º      | Oberliga                                                                 | 14             | 1994-1995 | 2007-2008       | 14     |